# Globus Jagellonicus

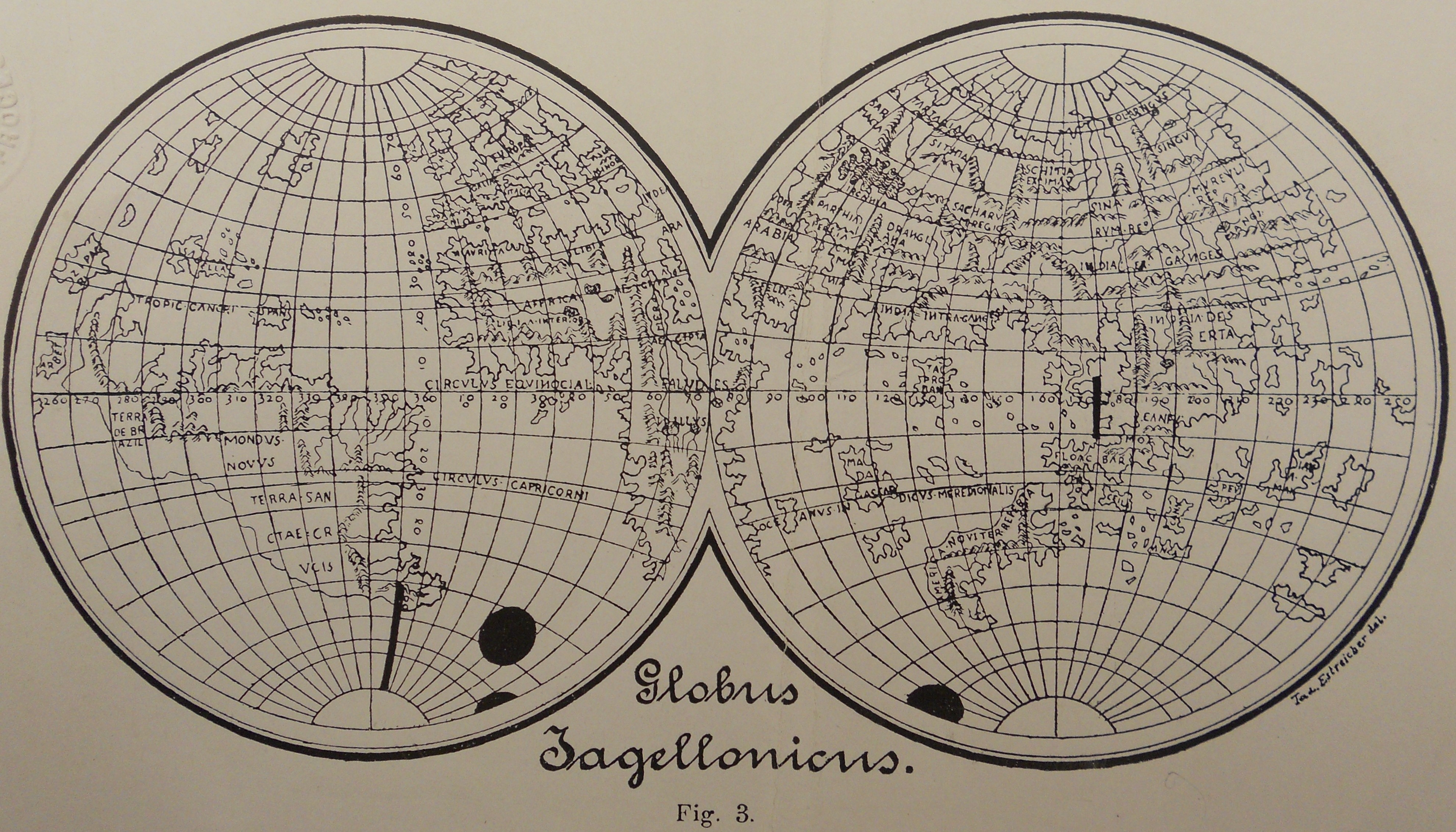
Globus Jagellonicus. Tadeusz Estreicher delineavit. Il·lustració núm. 3 publicada a Tadeusz Estreicher, Globus Biblioteki Jagiellońskiej z początku wieku XVI, w Krakowie, Nakładem Akademii Umięjetności, 1900.

El Globus Jagellonicus data de 1510. S'atribueix a Jean Coudray, un rellotger francès actiu a França en aquella època. És el globus terrestre més antic que té escrit el nom d'Amèrica. Té una semblança sorprenent amb el Globus Lenox que data de 1504, que és el tercer globus terrestre més antic existent, després de l' Erdapfel de Martin Behaim, fet a Nuremberg el 1492 i el Globus d'ou d'estruç que data de 1504.
El globus pertanyia a l'Acadèmia medieval de Cracòvia que el 1817 va ser rebatejada com a Jagiellonian Universitas; s'exposa al Museu Collegium Maius. Va ser redescobert a principis de la dècada de 1870 i descrit com a Globus Jagellonicus l'any 1900 pel Prof. Tadeusz Estreicher a les Transaccions de l'Acadèmia de Ciències de Cracòvia d' aquell any. En aquella època, quan no existia cap estat polonès durant aproximadament un segle, el Prof. Estreicher assenyala que aquest globus terraqüi que indicava descobriments geogràfics recents, aporta una llum especial sobre l'interès dels estudiosos polonesos d'aquella època i, en particular, de Jan Brożek (1585-1652), que va incloure aquest globus entre les seves pertinences a l'inventari de la seva obra. mercaderies.
Fins al descobriment del globus d'ou d'estruç l'any 2012, el globus de coure daurat es va considerar el primer globus existent en indicar alguna part del Nou Món i el primer a delimitar el continent sud-americà. També es creia que era el globus més antic on es mostra que el continent d'Amèrica era diferent d'Àsia. Utilitza el nom "Amèrica" com a part d'una frase llatina AMERICA NOVITER REPERTA, nom que havia estat introduït el 1507 per Martin Waldseemüller a la seva Universalis Cosmographia, encara que per a un continent situat al sud de l'Índia. Una rèplica del globus terraqüi està exposada a la sala de nacionalitat polonesa de la Universitat de Pittsburgh

## Mundus Novus
Robert J. King va assenyalar que Amèrica es mostra al Globus Jagellonicus en dos llocs: a l'oceà Atlàntic amb els noms MUNDUS NOVUS, TERRA SANCTAE CRUCIS i TERRA DE BRASIL ; i a l'oceà Índic sota el nom d'AMERICA NOVITER REPERTA (Amèrica recentment descoberta). La frase, America Noviter Reperta es va utilitzar per primera vegada en un mapa gravat en coure que data del c. 1507 i atribuït a DN Germanus. Posteriorment va ser imprès al llibret de xilografia, Globus Mundi: Declaratio sive descriptio mundi et totius orbis terrarum, publicat a Estrasburg per J. Grüninger el 1509.
A partir del treball de George E. Nunn, Robert J. King va presentar la hipòtesi que la bilocalització d'Amèrica als hemisferis oriental i occidental resultava de les dues escales diferents de longitud emprades. El més antic utilitzat per Claudi Ptolemeu que permetia 180 graus entre el punt més occidental d'Europa, el cap de Sant Vicenç a Portugal i Cattigara al punt més oriental d'Àsia. El més petit va ser aplicat per Cristòfor Colom, que va permetre 225 graus per a la mateixa distància. Per tant, segons el càlcul de Colom, el Nou Món/Amèrica estava més a prop d'Europa, la seva part més occidental a no més de 135 graus a l'oest de Portugal, mentre que segons el càlcul ptolemaic, estava més a l'oest, al sud de l'Índia, com s'expresa al Globus Jagellonicus.
Robert J. King va descriure aquesta explicació com una solució al problema de representar el món conegut de manera que tant la idea de Ptolemeu com la de Colom es poguessin representar de manera semblant la inventada per Martin Waldseemüller en al seu mapa del món de 1507, tal com va descriure Nunn. L'acceptació de les afirmacions de Colom d'haver arribat a les Índies (Àsia oriental) va implicar un rebuig del valor del grau i de les longituds de Ptolemeu. Com a resultat, hi va haver un conflicte entre l'escola de geografia colombina i la ptolemaica. Era impossible indicar de manera satisfactòria que Colom havia arribat a l'est d'Àsia si el cartògraf mantenia les longituds de Ptolemeu i intentava representar els 360 graus de la circumferència terrestre. El mapa de Waldseemüller era una reconciliació de les longituds colombines amb les longituds de Ptolemeu tal com es mostra al globus de Martin Behaim. Al costat dret del seu mapa del món, Waldseemüller va indicar la concepció de Ptolemeu/Behaim inclosa dins dels 270 graus de longitud des del meridià de les illes Canàries a l'est, inclosa l'illa de Zipango. El mapa de Waldseemüller representa, doncs, a la seva banda dreta la concepció de Behaim de la terra fins als 270° de longitud E i acaba a l'est amb un mar obert. L'oceà oriental d'Àsia rep el nom d' Occeanus Orientalis Indicus .
Segons Robert J. King, la bilocalització anterior s'aplica de la mateixa manera, al Globus Jagellonicus, ja que les diferents escales de longitud que corren cap a l'est i cap a l'oest donen lloc a una bilocalització d'Amèrica als hemisferis oriental i occidental.

## America Noviter Reperta
No és estrany en cas de nous descobriments que surti una certa incertesa, fins i tot confusió. Per tant, sembla probable que el rellotger francès sembla haver estat confós sobre la ubicació precisa a la regió antípoda del món recent descobert. Com a resultat, va gravar AMERICA NOVITER REPERTA al lloc equivocat, és a dir, en una gran illa cartogràfica sense nom de l'oceà Índic que no tenia nom al Lenox Globe. Aquesta illa té una serralada que s'alinea en gran part de la seva longitud al llarg d'un meridià. Diversos rius flueixen a l'est des d'aquesta serralada cap a l'oceà Índic sense nom. No es pot excloure que el rellotger Jean Coudray hagi tingut accés a la Cosmographiae Introductio de Martin Waldseemüller. Però no hi ha evidència d'aquesta justificació ja sigui cartogràfica, bibliogràfica, ortogràfica o toponímica.
A causa de la manca d'espai al petit globus terraqüi, aquesta gran illa desconeguda, anònima i "buida" sembla haver-li estat molt útil durant el gran treball de producció mental que va actualitzar i afegir la frase en llatí "Amèrica recentment descoberta". Jean Coudray era conscient de la denominació d'Amèrica però no de la seva ubicació cartogràfica precisa, que no estava disponible a la font contemporània, la xilografia impresa del " Globus Mundi ": Declaratio sive descriptio mundi et totius orbis" de Johannes Adelphus que data de 1509. .
En un pont terrestre ptolemaic entre Àfrica i Àsia, imprès en un mapa del món de Gregor Reisch a la publicació a Basilea en xilografia que data de 1503 amb el títol Margaretha Filosophica, diu en llatí (traduït): "Aquí no hi ha terra sinó mar, en què hi ha illes de mida remarcable desconegudes per Ptolemeu". La localització concreta d'aquesta frase i el seu contingut "illes de mida remarcable" es troben al sud de l'oceà Índic, on el rellotger va posar AMERICA NOVITER REPERTA .